# Haplomitrium dentatum
Haplomitrium dentatum là một loài Rêu trong họ Haplomitriaceae. Loài này được (D. Kumar & Udar) J.J. Engel mô tả khoa học đầu tiên năm 1981.